# Надбужанська котловина

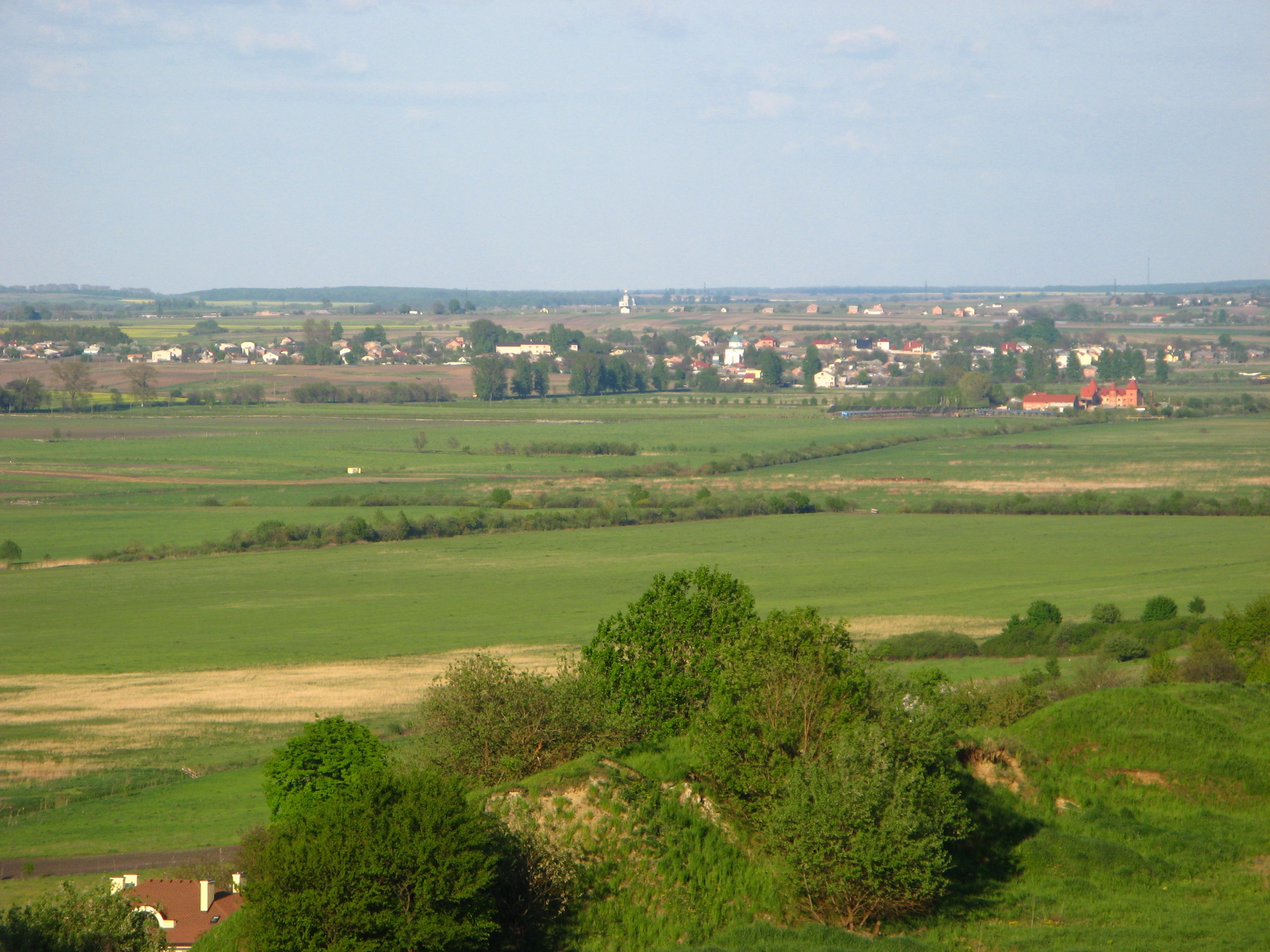
Надбужанська котловина (у межах Жовківського району)

Надбужа́нська котлови́на — котловина тектонічно-ерозійного походження, займає західну частину Малого Полісся, охоплює долину верхньої течії річки Західний Буг та її приток. Лежить у північній частині Львівської області. Котловина видовжена з південного сходу на північний захід і межує з Розточчям (на південному заході), Львівським плато і Гологорами (на півдні), Вороняками (на сході) та Холмською і Волинською височинами (на півночі). 
Південна частина котловини є мореново-зандровою або зандровою рівниною, місцями вкриту сосновими лісами. Південно-західна частина складається з пласких, паралельно розташованих пасем крейдяних горбів, вкритих переважно лесом та відділених один від одного широкими заболоченими долинами (див. Грядове Побужжя). 